# 流星のロックマン2
『流星のロックマン2』（りゅうせいのロックマン2、Shooting Star Rockman 2）は、2007年11月22日にカプコンより発売されたニンテンドーDS専用ブラザーアクションRPG。

## 概要
流星のロックマンシリーズの第二作で、『流星のロックマン』の続編に当たる。
「ベルセルク×シノビ」「ベルセルク×ダイナソー」の3バージョンの2パッケージ（1つのパッケージに2つのバージョンを収録）で発売された。パッケージにより、選べるバージョンが異なる。

## バージョンによる違い
- トライブオンにより変身できる能力が異なる。
- 入手できるギガクラスカードが異なる[2]。

## ストーリー
FM星人との戦いから2ヶ月。新たな情報携帯端末「スターキャリアー」を手に入れた星河スバルは、ひょんなことからホラー映画のチケットを手に入れ、クラスメイト達と「TKシティ」へ行くことになった。最新技術の集まるTKシティに興味を示しつつ、「マテリアルウェーブ」による新型映画を堪能するスバル達だったが、突如、館内に電波ウイルスが出現し、委員長こと白金ルナが紳士のような男に連れ去られてしまう。スバルは相棒のAM星人・ウォーロックと「ロックマン」へ電波変換、委員長を助けにTKタワーの屋上へ向かう。
しかしこの事件は、太古の遺産「オーパーツ」を求める新たな敵、そして、絆を否定する少年ソロとの戦いの始まりに過ぎなかった。

## システムの変更点
前作にあったリンクアビリティ、スターフォース、電脳世界が廃止され、代わりに次のようなシステムが導入されている。前作から存在していた設定も一部変更がなされている。
2バージョン搭載
前作は1バージョンだったが、今作は一本で2つのバージョンが遊べるようになった。1つのバージョンは共通（ベルセルク）で、もう1つのバージョンがパッケージごとに別々になっている。
キズナリョク
ブラザーを結んだり、ブラザーを結んだ者との絆が深まるとキズナリョクが追加され、その数値分だけアビリティを装備できるようになる。また、キズナリョクが高いと、その高さに応じて特権が与えられる。キズナリョクの高い人はそれだけ信頼され、みんなの憧れである。
アビリティ
キズナリョクの数値に応じて装備できる数の増える特殊能力。
トライブオン
新変身システム。変身できる能力は各バージョンに決まっている。詳しくは後述。
ブラザーバンド
ブラザーバンドの設定画面はリアルブラザーのみが表示されるようになった。ルナたちゲーム内のブラザー（NPCブラザー）は強制的に登録されるブラザーでブラザーカードが存在しないがキズナリョクは加算される。
登録数は前作はNPCブラザー画面とリアルブラザーをあわせて6人までだったが、ブラザーバンド設定画面のリアルブラザー6人と専用の枠のNPCブラザー4人の計10人が登録できるようになった。
フェイバリットの登録数
6枚から4枚に減り、その内メガ・ギガクラスカードは合計で最大2枚、さらにギガクラスは最大1枚までとなった。
スターカード
Gウイルスを撃破すると出現する、同じバトルカードの攻撃力を星の数だけ上げるカード。
デンパ君の救出
バトル中に出現するデンパ君にダメージを与えずにウイルスをデリートすると、アビリティがもらえる。
オートブラザー
ソフトに収録されているもう一方のバージョンのブラザーとなってくれるキャラクターを作成することができる。この機能により、通信を行わなくともダブルトライブまでは可能になっている。
Wi-Fi対戦
前作では近くの友人同士の対戦のみ可能だったが、今作よりWi-Fiコネクションによる対戦が可能になった。
セーブデータ数
前作は1つしか保存できなかったが、今作は2バージョン搭載でそれぞれのバージョンに1つのセーブデータが保存できるようになった。
キャラクターボイス
今作にはキャラクターボイスが搭載されており、声はテレビアニメと同じ声優が起用されている。戦闘中やタイトルコールなどで音声を発する。

## トライブ
古の遺産「オーパーツ」の力によって行う変身。今作では複数回変身を行うことで、変身（およびその能力）を掛け合わせることができる。前作のSFB（スターフォースビッグバン）に代わり、KFB（キズナフォースビッグバン）と呼ばれる必殺技が変身ごとに存在する。
属性が存在するものは弱点となる属性を受けると変身が解除されてしまうが、前作と異なり、その際に2倍のダメージは受けない。また、条件を満たせば解除後でも再度変身を行うことが可能。
また、ブラザーカードを利用して変身を行った場合、そのカードがカスタム画面に残るため、その分選択できるバトルカードが少なくなる。

### トライブオン
バトル中にブラザーカードを使うことで行う、第一段階の変身。ブラザーカードのバージョンに関係なく、自分自身のバージョンに対応した変身となる。専用アビリティを装備すれば、この段階に変身した状態でバトルを開始することが可能。またウェーブコマンドカードを使用すれば他のバージョンの変身もできる。さらに、戦闘中にAボタンを押し続けるとバトルカードをチャージし、さまざまな効果を得られる。ただし、暗転しないスタンダードクラスのカードでしか効果を発揮しない。チャージ時間はウォーロックの武器によって変わる。
サンダーベルセルク　属性：電気　
古代の戦士族「ベルセルク」の力を得たロックマン。連続攻撃で相手に一瞬の隙も与えない。
- カードチャージ
  - トレインコンボ - バトルカードを連続で使用できる。

- ステータスアップ
  - サイドセレクト - カスタム画面で、横に並んだバトルカードを同時選択できる。1ターンで選べる枚数が増えるため、前述のトレインコンボと非常に相性がいい。前作のアイスペガサス、ファイアレオ、グリーンドラゴンと同じ能力。なお、ベルセルクにトライブオンした場合、この能力は変身して次のターンから発揮される。
  - 電気属性+20 - 電気属性のバトルカードの攻撃力が20アップする。

- チャージショット - 大剣から地を這う電撃を放つ「サンダースラッシュ」。
- KFB - 背中の大剣でフィールド全体を2回連続で斬りつけ、最後は雷を落とす「サンダーボルトブレイド」。

グリーンシノビ　属性：木　
古の謎多き忍者の種族「シノビ」の力を得たロックマン。多彩な忍者道具と特殊な訓練によって身につけた秘技で相手を翻弄する。
- カードチャージ
  - オートロックオン&対インビジブル性能付加 - 自動的にロックオンを行う。また、対インビジブル性能も付加される。

- ステータスアップ
  - カワリミ - 攻撃を受ける直前にコマンド入力することで、相手の攻撃を無効化しつつ木属性のワイドソードで反撃する。
  - 木属性+20 - 木属性のバトルカードの攻撃力が20アップする。

- チャージショット - 一瞬で3枚の手裏剣を前方に投げつける「シノビシュリケン」。
- KFB - 3体に分身して飛び上がり、広範囲に木属性の手裏剣を投げつける「フウマシップウジン」。

ファイアダイナソー　属性：炎　
絶滅した古代の恐竜族の力を得たロックマン。圧倒的な火力を誇る恐竜パワーで敵を殲滅する。
- カードチャージ
  - バトルカードの攻撃力加算 - カードの攻撃力を加算する。加算される数値は属性によって異なる。

- ステータスアップ
  - スーパーアーマー - 攻撃を受けてものけぞらなくなる。
  - 炎属性+30 - 炎属性のバトルカードの攻撃力が30アップする。

- チャージショット - 広範囲に誘爆する大砲「ダイナキャノン」。
- KFB - 強力な火炎放射をフィールド全体をなぎ払うように放つ「ジェノサイドブレイザー」。

### ダブルトライブ
2つのトライブを融合させて行う、第二段階の変身。変身するには別バージョンで結んだブラザーカードが必要。変身すると、後から融合したトライブの能力が追加され、チャージショットや属性もそれに準じたものになる。
ダブルトライブ最大の特徴は、「KFBカウンター」（キズナフォースビッグバンカウンター）というカウンター技を使用できることである。通信対戦で相手が暗転カードを使用してきた時、普通のカットインと同じように下画面の光っているブラザーカードにタッチすることで、その変身のKFBを使ってカウンターが発動する（例：ベルセルクシノビならエレメンタルブレイド）。KFBと同様1回発動させてしまえばそれ以上相手にカットインされることはないが、発動すると全ての変身が解除されてしまう。トライブキング、ブライ状態でも使用可能。

#### ベルセルク&シノビバージョン
「ベルセルク&シノビ」版ならソフト単品で行える。
ベルセルクシノビ　属性：木
サンダーベルセルクがグリーンシノビとダブルトライブした姿。属性は木属性に、チャージショットはシノビシュリケンに変化し、木属性+20とカワリミを習得した。
- カードチャージ
  - トレインコンボ

- ステータスアップ
  - 電気属性+20
  - 木属性+20
  - サイドセレクト
  - カワリミ

- チャージショット
  - シノビシュリケン

- KFB - 電気属性の剣でフィールド全体を2回斬りつけ、最後は巨大な木の葉の竜巻を巻き起こす「エレメンタルブレイド」。

シノビベルセルク　属性：電気
グリーンシノビがサンダーベルセルクとダブルトライブした姿。属性は電気属性に、チャージショットはサンダースラッシュに変化し、電気属性+20とサイドセレクトを身につけた。
- カードチャージ
  - オートロックオン&対インビジブル性能付加

- ステータスアップ
  - カワリミ
  - サイドセレクト
  - 木属性+20
  - 電気属性+20

- チャージショット
  - サンダースラッシュ

- KFB - ベルセルクシノビと同じ「エレメンタルブレイド」。

#### ベルセルク&ダイナソーバージョン
「ベルセルク&ダイナソー」ならソフト単品でできる。
ベルセルクダイナソー　属性：炎
サンダーベルセルクがファイアダイナソーとダブルトライブした姿。属性は炎属性に、チャージショットはダイナキャノンに変化し、炎属性+20とスーパーアーマーを装備した。
- カードチャージ
  - トレインコンボ

- ステータスアップ
  - 電気属性+20
  - 炎属性+30
  - サイドセレクト
  - スーパーアーマー

- チャージショット
  - ダイナキャノン

- KFB - 炎と電気の属性を合わせ持つ強力なレーザーでフィールド全体をなぎ払う「バニシングブレイザー」。

ダイナソーベルセルク　属性：電気
ファイアダイナソーがサンダーベルセルクとダブルトライブした姿。属性は電気属性に、チャージショットはサンダースラッシュに変化し、電気属性+20とサイドセレクトを身につけた。
- カードチャージ
  - バトルカードの攻撃力加算

- ステータスアップ
  - 炎属性+30
  - 電気属性+20
  - スーパーアーマー
  - サイドセレクト

- チャージショット
  - サンダースラッシュ

- KFB - ベルセルクダイナソーと同じ「バニシングブレイザー」。

#### シノビ&ダイナソーバージョン
この2つのみ、通信機能を使用しないとできない。
シノビダイナソー　属性：炎
グリーンシノビがファイアダイナソーとダブルトライブした姿。属性は炎属性に、チャージショットはダイナキャノンに変化し、炎属性+30とスーパーアーマーを装備した。
- カードチャージ
  - オートロックオン&対インビジブル性能付加

- ステータスアップ
  - スーパーアーマー
  - カワリミ
  - 木属性+20
  - 炎属性+30

- チャージショット
  - ダイナキャノン

- KFB - 3体に分身して飛び上がり、広範囲に炎と木の属性の2種類の手裏剣を投げつける「エンマレップウジン」。

ダイナソーシノビ　属性：木
ファイアダイナソーがグリーンシノビとダブルトライブした姿。属性は木属性に、チャージショットはシノビシュリケンに変化し、木属性+20とカワリミを習得した。
- カードチャージ
  - バトルカードの攻撃力加算

- ステータスアップ
  - 炎属性+30
  - 木属性+20
  - スーパーアーマー
  - カワリミ

- チャージショット
  - シノビシュリケン

- KFB - シノビダイナソーと同じ「エンマレップウジン」。

### トリプルトライブ
トライブキング　属性：無
3つのトライブが融合した、第三段階にして最強のロックマン。変身するには自分のバージョンと異なる2つのバージョンのブラザーカードが必要となる。全カードの攻撃力が2倍になり、全トライブのステータスアップを身につけている。ただし、カードチャージのみトライブオン時のものとなっている。
- カードチャージ
  - トライブオン時の能力（例：ベルセルクならトレインコンボ）

- ステータスアップ
  - 全カードの攻撃力が2倍
  - 電気属性+20
  - 木属性+20
  - 炎属性+30
  - サイドセレクト
  - スーパーアーマー
  - カワリミ

- チャージショット - 炎、木、電気の3つの属性を合わせ持つ衝撃波「オーバースラッシャー」。
- KFB - 剣で空中に三角形を描き、3つの属性を合わせ持つ三角形型レーザーを発射する「カイザーデルタブレイカー」。

なお、無属性のため弱点による変身解除はないが、3ターン経過（ターン終了時）で強制的に全ての変身が解ける。

### ロックマンブライ
6つの「孤高のカケラ」を全て探しだし、スターキャリアーにセットして「孤高の証」を手にすることで行う変身。能力や姿は自身のバージョンのトライブオンとほぼ同じだが、カラーリングが黒・紫になり、変身の際のボイスも特有のものとなる。
ロックマンブライ（ブライベルセルク・ブライシノビ・ブライダイナソー）　属性：無
- カードチャージ
  - プレイヤーの初期能力

- ステータスアップ
  - プレイヤーの初期能力
  - ソード性能+50 - ソード性能があるバトルカードの攻撃力が50アップする。
  - 電波障壁 - 1ターンに1度だけ攻撃を防いでくれるバリア。破壊されても毎ターン復活する。
  - ロックオンサイトの破壊 - 通信対戦で相手のロックオンサイトを破壊する。ただし、破壊される前のわずかな瞬間に攻撃されることもある。なお、シノビのカードチャージやオートロックオンのアビリティには無効。

- チャージショット
  - プレイヤーの初期能力

- KFB - なし
- KFBカウンター - プレイヤーの初期能力

ただし、メガクラスのバトルカードの使用やKFBの発動が不可能となるが、対戦に限り「KFBカウンター」（ココウフォースビッグバンカウンター）が使用可能になる。使い方はKFBカウンター（キズナ）と同じで、相手がカットインした時に下画面の光っている孤高の証をタッチする。なお、ワナカード「ウラギリノススメ」で寝返ったメガクラスは通常通り使用可能。

## タッチコマンドシステム
別売りの「ウェーブコマンドカード」をタッチパネルに重ね順番に穴をタッチすることで周辺機器を使わずに外部データを取り込めるシステム。カードがなくてもタッチパネルの特定の位置を順番にタッチすることでデータを取り入れられるのでパスワードと同様の扱いとなっている。別売り玩具の「スターキャリアー」からは、その画面に表示された数値をウェーブコマンドカードの穴をタッチする順番にすることでデータを転送できる。なお、対戦においてスターキャリアーで強化されたロックマンおよび、最初からトライブコマンドを使用すると、通信対戦ではそのプレイヤーのカーソルに星マークが表示されるようになる。なお、入力画面は種類によって異なり、バトルカードはブランクカードからの画面、会員証は裏TKタワー2のデンパ商人からの画面、それ以外はウォーロック画面から入力する。
バトルカード
ブランクカードに書き込むことで、対応したカードに変化させる。ウェーブコマンドカード限定のカードや既存のメガ・ギガクラス、他のバージョンのギガクラスもゲットできる。1枚1種類まで使用可能。本編中で入手できるカードとは別物扱いなので、同名カードをフォルダに二枚入れることも可能である。そのため、ブランクカードで入手したメガ・ギガクラスカードはライブラリには登録されない。
DXカード
ボスSPが、さらに強力なDXに強化されて出現する。
アイテムカード
さまざまなアイテムを入手できる。1つのデータにつき1回のみ。
Gカード
Gウイルスと確実に戦闘ができる。
会員証
裏TKタワー2の電波にある裏ショップで買い物ができる。星3つのレアなスターカードを購入することができるが。値段は非常に高い。「ゴールドカード」「プラチナカード」「ブラックカード」の3種類があり、後者ほど入手できる品が強力である。
トライブアタックカード
トライブオンのKFBを、レジェンドカードとして使用できるが、威力は半分ほどに落ちている。「フウマシップウジン」は『ベルセルク×シノビ』、「ジェノサイドブレイザー」は『ベルセルク×ダイナソー』の初回購入特典に同梱されている。使用した後なら、何回でも入手できる。
レジェンドカード
ルナやゴン太の名前のコンボを、レジェンドカードとして使用できる。使用した後なら、何回でも入手できる。
トライブキングカード
他のバージョンの変身もできるようになるカード。さらに、3枚重ねて入力すると、最初のターンからいきなりトライブキングに変身して始められる。
ロックマンデータカード
ロックマンを強化できる。使用するとバスター能力のアタック、ラピッド、チャージが強化され、カスタムゲージのたまる速度が速くなり、メガ・ギガクラスの入れられる枚数も増える。

## 登場人物
声は戦闘中やタイトルコールなどの一部にのみ使用されている。

### メインキャラクター
星河 スバル（ほしかわ スバル）
声 - 大浦冬華
本作の主人公。小学5年生の少年。体重39kg、身長145cm。苦手なものはオバケやニンジン。ウォーロックと電波変換してロックマンになることが出来る。
前作では父・大吾の失踪が原因で他人とのふれあいを拒んでいたが、ウォーロックや仲間たちと出会いによって成長し、今作では、キズナや友人を助けるために、危険を顧みず行動する実行力や本来の優しさを取り戻している。
ロックマンとしては姿は青いボディが特徴で、左手にウォーロックが宿っている。主にロックバスター・ウォーロックアタック・バトルカードを使いさまざまな攻撃をする。本作ではオーパーツの力でトライブオンが可能になる。基本的には無属性だが、トライブオンを行っている時は属性が変わる。
ウォーロック
声 - 伊藤健太郎
彼の元に居候しているAM星人。ロックマンに変身中の時はスバルの左手に宿り、アドバイスやサポートを行う。
ロッポンドーヒルズの博物館での事件の際、誤ってオーパーツを飲み込んでしまった事で、トライブオンの能力が目覚める切っ掛けを作る。
ソロ
オリヒメ一派と協力し合っている少年。身長150cm、体重40kg。一人称は「オレ」。ヤエバリゾートで初登場。
既に滅び去ったムー人唯一の末裔であり、ムーの特殊な力によって、電波体なしでブライに電波変換が可能なほか、肉眼で電波を視認する事ができる。しかしそれが原因で幼少期からバケモノ扱いされ、周囲の人から集団で苦しめられた過去を持ち、キズナや友情、ブラザーバンドを激しく嫌っている。一方で自身のルーツであるムーに対しては深い思い入れがあり、それを侮辱することは許さない。
コダマタウンでロックマンと初対決し、ナンスカ村で再度対決し敗れる。その後、ロックマンが手に入れたオーパーツの力に対抗するため、エンプティーから「孤高の証」を与えられ更なる力を入手。バミューダラビリンスでの3度目の対決で相打ちになる。その後もハイドやエンプティーの前に現れ結果的にスバルの助け、ラストシーンでスバルをコダマタウンへ運び出し救出した。
条件を満たすとラ・ムー戦後にナンスカ村で、最終ボスとして戦うことが可能になる。
続編の『流星のロックマン3』でのキーワードで「さいだいのライバル」と明記されている。
響 ミソラ（ひびき ミソラ）
声 - 福圓美里
スバルの親友である少女。スバルたちとは違い、ベイサイドシティ出身。公式サイトによれば、趣味は歌を歌うことと料理で、誕生日は8月2日。好物はとろけるクレープで、足がいっぱいある虫は苦手。身長は143cm。ハープと電波変換してハープ・ノートになることが出来る。
前作で歌手を引退していたが、復帰している。物語中盤、スバルの友情破壊のため、ソロによって異空間に飛ばされる。
白金 ルナ（しろがね ルナ）
声 - 植田佳奈
スバルのクラスの委員長。気が強く友達思い。母親とブラザーを結んでいる。料理が苦手。
TKシティでファントム・ブラックにさらわれたり、オヒュカスの残留電波と電波変換してオヒュカス・クイーンに変身してしまったりもする。前作に引き続き、今作でも自分を助けてくれたロックマンにメロメロである。スバルが見ず知らずの他の女の子と話しているのを見ると猛烈に嫉妬したり、ミソラが彼と2人でデートに行ったことを知って激しく動揺した。
牛島 ゴン太（うしじま ゴンた）
声 - 大畑伸太郎
スバルのクラスの食い意地の張った乱暴者だが、根は優しい。好物は牛丼。ヤエバリゾートではオックスの残留電波と電波変換してオックス・ファイアに変身してしまう。
後にスバルの友情破壊のため、ソロによって異空間に飛ばされる。
最小院 キザマロ（さいしょういん キザマロ）
声 - 儀武ゆう子
ルナの腰巾着。情報収集が得意で、「マロ辞典」という辞典を持っている。身長は118cm。
後にスバルの友情破壊のため、ソロによって異空間に飛ばされる。

### 人間
星河 あかね（ほしかわ あかね）
スバルの母親。非常に料理上手で、デンパ君に美人だと言われている。
白金 ユリ子（しろがね ユリこ）
ルナの母親。本作ではルナのパーソナル画面でのみ登場する。
ドクター・オリヒメ
地球の支配を企む科学者。織姫のような姿をしており、オーパーツの力でムー大陸を復活させようと企む。身長は167cm、体重は48kg。
ハイド
オリヒメに仕える男。悩みを抱えているさまざまな者たちに古代のスターキャリアーを手渡し、ロックマンを倒させるよう仕向ける。「ンフフフ」と笑う癖があり、「脚本」という言葉を多用する。ファントムと電波変換しファントム・ブラックになる。
ロッポンドーヒルズの映画館にファントム・ブラックの姿で登場してルナを誘拐し、オバケをロッポンドーヒルズ内やTKタワーに大量発生させる事件を起こす。本作最初のボスキャラクターでもあり、ロックマンとの対決後は一時後退するが、それ以降も各地で行動し続ける。
五里 門次郎（ごり もんじろう）
乗っ取りで有名な会社の社長。通称「ゴリ」。黒ずくめの女性を2人つれている。イエティと電波変換しイエティ・ブリザードになる。ヤエバリゾートのホテルを乗っ取ろうと営業妨害をするものの後に失敗に終わり、五陽田により逮捕される。
滑田 イサム（すべりた イサム）
ヤエバリゾートのホテルのオーナー。
滑田 アイ（すべりた アイ）
イサムの娘で、天才スキー少女。
キュー・出間崎（キュー・でまざき）
テレビ局のディレクター。通称「デマキュー」。いいネタがみつかったときは「いいねぇ、いいねぇ」と言う。視聴率を稼ぐためならヤラセもいとわない。「だっつーの」が口癖。ブラキオと電波変換しブラキオ・ウェーブになる。それを利用し、ドッジーになりすまし視聴率を稼ごうとするものの、ロックマンに倒され電波変換が解除される形でヤラセが発覚し、周囲にいた人からバッシングを受けた。また、ヤラセのツケが回ってきたかのように自分が周囲の人に問い詰められる場面をカメラに映されるという憂き目に遭う羽目になった。
ナンスカ村の村長 / ナンスカ・オサ・アガメ
アメロッパの端のほうにある村「ナンスカ村」の村長。村の勢力を拡大しようと考えている。コンドルと電波変換しコンドル・ジオグラフになる。撃破後、スバル達に諭され考えを改めた。
天地 守（あまち まもる）
前作に続き登場。スターキャリアーの開発に関わっている。今回はストーリーにあまり関わっておらず、出番が少なくなっている。
挟見 千代吉（はさみ ちよきち）
隠しボスの一人である少年。キャンサーと電波変換しキャンサー・バブルになる小学3年生。釣りが趣味で腕前は名人級。
八木 ケン太（やぎ ケンた）
隠しボスの一人である少年。ドンブラー村で修行をしている。「サー」が口癖で、好物はゴーヤチャンプルー。ゴートと電波変換しゴート・カンフーになる。
レジェンドマスター・シン
伝説の伝道師。プレイヤーがベストコンボを達成すると認定してくれたり、ベストコンボをレジェンドカードに変換してもらうこともできる。また、スカイハイコロシアムの開催を頼んだり、彼に暗号メールを出すとアイテムやバトルカードがもらえる。口癖は「イッツ・レジェンド!!」。
双葉 ツカサ（ふたば ツカサ）
隠しボスの一人である少年で、スバルの友人。多重人格者であり、もう一つの人格である「ヒカル」を封印するために旅に出ていた。
ジェミニと電波変換しジェミニ・スパークになる。ジェミニ・スパークに変身中は白と黒の二人になり、白の方はツカサ本人で黒の方はヒカルである。
性格は、彼本人は心優しいがヒカルは悪質である。

### 電波体
ハープ
ミソラの元に居候していること座のFM星人。前作に続いての登場。
ファントム
UMA（未確認生物）。幽霊のような姿の電波生命体で、ハイドと電波変換してファントム・ブラックになる。かつてムーが栄えていた頃は、ムーの軍師としての役割をもっていた。
イエティ
UMA（未確認生物）。雪男のような姿の電波生命体で、五里門次郎と電波変換してイエティ・ブリザードになる。かつてムーが栄えていた頃は、ムーの戦士としての役割をもっていた。
ブラキオ
UMA（未確認生物）。首長竜のような姿の電波生命体で、キュー・出間崎と電波変換してブラキオ・ウェーブになる。かつてムーが栄えていた頃は、スパイとしての役割を持っていた。
コンドル
UMA（未確認生物）。地上絵の鳥のような姿の電波生命体で、ナンスカ村の村長と電波変換してコンドル・ジオグラフになる。かつてムーが栄えていた頃は、監視者としてムー大陸への侵入者をいち早く発見するという役割を持っていた。
ゴート
やぎ座のFM星人。自分が極めた拳法の後継者を探してFMプラネットを飛び出し、地球で八木ケン太と出会う。ケン太と電波変換してゴート・カンフーになる。本作では姿を見せていない。
オックス
前作に登場したおうし座のFM星人。今作ではゴン太の体に残っていた残留電波がゴン太と電波変換し、オックス・ファイアとなる。
オヒュカス
前作に登場したへびつかい座のFM星人。オックスと同様にルナの体に残っていた記憶をハイドが覚醒させたことによって残留電波として復活。ルナと電波変換して、オヒュカス・クイーンになる。
キャンサー
前作に名前のみ登場したかに座のFM星人。未だに地球に残って挟見千代吉の元に居候しており、千代吉と電波変換してキャンサー・バブルになる。本作でも姿は見せていない。
ジェミニ
前作に登場したふたご座のFM星人。双葉ツカサと電波変換してジェミニ・スパークとなる。本作では姿を見せないが、ツカサの中に残留電波として残っている。

### 電波人間
オックス・ファイア
ゴン太とオックスの残留電波が電波変換した姿。彼の人格はゴン太の人格でもオックス本人の人格でもない。ヤエバリゾートの大会に登場。
吐く炎が一直線の炎になり、技には火柱攻撃が追加されている。スーパーアーマー持ち。炎属性。身長310cm。体重288kg。
ヤエバリゾートで突如暴れだしたが、駆けつけたロックマンと戦い、敗北する。
攻撃方法
オックスタックル（炎）
ロックマンのいる列に突進してくる。ブレイク性能あり。
アンガーパンチ（炎）
ロックマンの目の前に瞬間移動し、パンチをしかけてくる。ブレイク性能あり。
ファイアブレス（炎）
縦一直線の炎を吐く。
バーニングパンチ（炎）
大地を叩き、4本の火柱を発生させる。
ハープ・ノート
ミソラとハープが電波変換した姿。他の電波人間が持っていない特殊な能力を持っている。今作はパルスソングという技に色別の特殊効果が追加されている。無属性。
攻撃方法
ショックノート（無）
アンプから音符を放ってくる。アンプと音符は破壊可能で、アンプを破壊すると次の攻撃のみ出現しなくなる。
マシンガンストリング（無）
ギターの絃で拘束させ、その後に6発の音符を叩き込んで攻撃する。ブレイク性能あり。
パルスソング（どれも無）
自エリアを全て覆う歌で攻撃する。桃色ソング、ブルーソング、パープルソングの3色があり、色によってロックマンのステータス異常が変わる。桃色は混乱、ブルーはブラインド、パープルは移動不可となる。
ブライ
ブラザーバンドを真っ向から拒否するソロが単独で電波変換した姿。目を覆うバイザーや、露出している肌や後ろ髪、変わった片手など、外見がロックマンと似通っている。
拳やキック、衝撃波での攻撃を得意する。無属性。身長150cm、体重40kg。名前は「無頼」をカタカナにしたものと、英語の「Bly」との語呂をあわせたもの。
「孤高の証」を受け入れたEX以降は、一切を遮断するバリア「電波障壁」をまとい、HPが少なくなると「ブライソード」という剣で斬りつける攻撃に切り替わる。SXのみスーパーアーマーを装備し、常時フロート状態である。
攻撃方法（全てのグレードに共通する攻撃）
ブライアーツ（無）
ロックマンの目前に踏み込み、最大4連続の攻撃をしかける。ブライバーストとセットで使用することが多い。
ブライバースト（無）
黒い衝撃波で攻撃する。バトルカード「グランドウェーブ」に似ているが、こちらは2列が攻撃対象な上移動速度も速い。ブライアーツの後に使用することが多い。
ブライナックル（無）
暗黒闘気を右手にため、無数のパンチをくりだす。
攻撃方法（EX以降が使用する攻撃）
電波障壁
バトル開始時から装備しているバリア。HPは1と少ないが、ロックマン版とは違って1ターンに何度でも復活する。
ブライソード（名称）
HPが少なくなると、この剣で攻撃し始める（以上の3つは使用しなくなる）。技のレパートリーは以下の通り。
ブライソード（技）（無）
ロックマンの目の前に移動し、すばやい動作で剣を斬りつけてくる。
ブライスラッシュ（無）
ブライソードを横に振って黒い衝撃破を飛ばしてくる。
ブライブレイク（無）
目の前に移動し、ブライソードを叩きつけると同時に横列に衝撃波を出す。真ん中列はブレイク性能つきのダメージ。
オヒュカス・クイーン
ルナとオヒュカスの残留電波が電波変換した姿。攻撃パターンは前作と変わらない。木属性。
攻撃方法
スネークレギオン（木）
無数の小ヘビが召喚され、ロックマンに襲いかかってくる。
ゴルゴンアイ（木）
すばやい動作でマヒ性能つきのビームを発射する。シールド防御はできるが、硬直時にブレイク性能つきのクイックサーペントを喰らうことがある。
クイックサーペント（木）
左右どちらかの2列を猛スピードで突進してくる。ゴルゴンアイを喰らうと、マヒ中に続けて追撃されることがある。ブレイク性能あり。
キャンサー・バブル
挟見千代吉とキャンサーが電波変換した姿。本作では普通の泡の他に、サワニガーの入った泡も飛ばしてくる。水属性。
攻撃方法
バブルポップ（水）
左右に動きながら水泡（HP：1）を飛ばしてくる。
バブルポップ（水・サワニガー入り）
通常は何も入っていない泡を飛ばすが、移動中にロックマンとマスが重なった場合、サワニガーの入った泡を飛ばすことがある。ブレイク性能あり。
ブーメランカッター（水）
左右のツメを交互に投げ、ブーメランの要領で攻撃する。ブレイク性能あり。
タイダルウェーブ（水）
自エリア2列分が範囲の大波をおこす。
ゴート・カンフー
八木ケン太とゴートが電波変換した姿。『月刊コロコロコミック』5月号で募集したボスキャラコンテストで読者が考えたキャラクターであり、応募名は「メー・ゴート」。草むらパネルを使って巨大化することができ、巨大化時は攻撃力が上がり、角を振り回す攻撃も行う。さらに、スーパーアーマーも付加される。張り手、跳び蹴り、分身などが主な攻撃方法。木属性。身長155cm、体重40kg。
攻撃方法
カンフースマッシュ（木）
ロックマンの目前に現れ、すばやいパンチをくりだす。
ゴートキック（木）
2マス前から跳び蹴りをしかけてくる。通常時でもブレイク性能がある。
ゴートランス（木）
巨大化時に使用する。ツノを振り回して攻撃する。
シャドースマッシュ（木）
ロックマンの目の前の列に分身を出現させ、交互にパンチしてくる。
くさむらパネル吸収
シャドースマッシュ終了時、フィールドにくさむらパネルが存在していると発動。パネルを吸収して巨大化する。巨大化すると攻撃力が上がり、スーパーアーマーと全ての攻撃にブレイク性能が付与される。
ジェミニ・スパーク
ツカサとヒカルとジェミニの残留電波が電波変換した姿。_W（ホワイト）と_B（ブラック）の2体がいる。_Wはツカサ本人で_Bはヒカルである。前作ではHP表示がBにしか表示されていなかったが、今回は両方にHP表示がされている。よって、両方とも倒さなければ勝つことはできない。片方が倒されるとジェミニサンダーが使えなくなる代わりに、残った方がパワーアップする。電気属性。
攻撃方法
エレキソード（電気）
電気を帯びた剣で斬りつける。範囲は1マス。コンビネーション攻撃でもう1人がロケットナックルかエレキソードで追撃してくる。ホワイトが1体になると、攻撃範囲が横3マスに広くなる。マヒ性能つき。
ロケットナックル（電気）
ブレイク性能つきの強力なロケットナックルを飛ばす。ソードと同じくコンビネーション攻撃でもう1人がナックルかソードで追撃をしかけてくる。ブラックが1体になると、爆風範囲が横3列に広がる。
ジェミニサンダー（電気）
2人で合体し、電気のレーザーを発射する。攻撃範囲は広いが、シールドで防げる。前述の通り片方が倒されると使わなくなるが、残った方がパワーアップする。

### 未確認動物UMA（未確認生物）
（）内は属性を表す。
エンプティー
オリヒメに忠実なしもべで、彼女と唯一ブラザーバンドを結ぶ男。魔法使いのような姿をしており、電波変換しなくても戦うことができる。
バトルでは落雷や雷での攻撃の他、黒いパネル（魔方陣パネル）から「サモンウィルス」と呼ばれるウイルスも召喚して攻撃する。魔方陣の上で攻撃するとパワーアップする。
名前のエンプティーは英語で「空っぽ」という意味。電気属性。身長167cm、体重は不明。
基本的な役割はオリヒメの補佐だが、ハイドやソロのように計画の前線に出ることもある。
攻撃方法
サモンウイルス
エンプティー戦で1番やっかいなもの。ウィルスはコガラシマル、ダバダンス、サワニガー、ステルスの4つがあり、必ずロックマンの弱点属性に当たるウイルスを出してくる。無属性だとランダムで登場する。なお、ウイルスたちはエンプティーのグレードに合わせて強化されていく。
魔方陣パネル
エンプティー戦のみ登場する黒いパネル。サモンウイルスはこのパネルの上に出現し、エンプティーがこの上に乗った状態で攻撃するとパワーアップする。
サンダーバズーカ（電気）
直線的なマヒ性能つきのバズーカを発射。魔方陣の上で発射すると、黒くなって自エリアで1マス分広がる。
マジックサンダー（電気）
落雷による攻撃。魔方陣の上だと黒くなって、2回往復するようになる。
ファントム・ブラック
ハイドとファントムが電波変換した姿。紳士のような姿をしている。杖やマント、腕を伸ばして相手を攻撃する。無属性。身長193cm、体重は計測不能。
攻撃方法
ステッキソード（無）
ステッキで斬りつける攻撃。2回連続で攻撃することが多い。
ファントムクロー（無）
腕を伸ばして攻撃する技。ブレイク性能あり。
ファントムスラッシュ（無）
EX以降が使用する、マントで風をおこす攻撃。5回連続でヒットする。
イエティ・ブリザード
五里門次郎とイエティが電波変換した姿。雪男のような姿をしており、見かけからは想像ができないほどの素早さの持ち主。雪崩や踏みつけ、雪玉を落として攻撃する。スーパーアーマー持ち。水属性。身長290cm、体重300kg。
攻撃方法
ユキダマフォール（水）
上空から3〜4個程度雪玉を落としてくる。
ユキダマラッシュ（水）
EX以降が使用する、雪玉を連続で落下させる攻撃。
ビッグスタンプ（無）
巨大な足で相手を踏み潰す攻撃。ブレイク性能あり。
ナダレダイコ（水）
胸を叩いて雪崩を発生させる攻撃。雪塊は5回連続で流れてくる。
ブラキオ・ウェーブ
キュー・出間崎とブラキオが電波変換した姿。首長竜のような姿をしており、口から電撃を放出したり下からの豪快な噛みつき、大津波で攻撃をしかけてくる。スーパーアーマー持ち。バトルが開始すると2個のストーンが設置される。水属性。身長1000cm、体重は10000kg。
攻撃方法
サンダーブレス（電気）
口からマヒ性能がある電撃を発射する。
アクアファング（水）
地中からの噛みつき攻撃。ブレイク性能あり。
ゲリュウウェーブ（水）
大津波を発生させる攻撃。流れてくる岩はブレイク性能あり。
コンドル・ジオグラフ
ナンスカ村の村長とコンドルが電波変換した姿。地上絵の鳥と戦闘機を合わせたような姿をしており、ミサイルやレーザー、高速の体当たり攻撃でロックマンの行く手を阻む。なお、このボスとはタテ2マス×ヨコ3マスのフィールドで戦うため、ボスがいるところにはパネルがない。スーパーアーマーと「ステータスガード」持ち。木属性。身長800cm、体重は400kg。
攻撃方法
バードミサイル（どちらも無）
3つのミサイルを発射する攻撃。緑と黒の2種類があり、緑は破壊および防御できるが、黒は破壊できず防御もできない。
ウイングレーザー（木）
両ウイングの発射口と口から木属性の強力なレーザーを発射する。ブレイク性能あり。
フライングインパクト（木）
高速の体当たり攻撃。たまに2回連続で攻撃することがある。ブレイク性能あり。
オリガ・ジェネラル
ラ・ムーの電波生命体でも最高傑作のひとつとされる「オリガ」とエランドが電波変換したもの。頭部が武者のような姿をしており、ジェネラル騎士団の団長。最高傑作であるがゆえに人間に不満を覚え、ジェネラル騎士団を率いて反旗を翻したが失敗、古代ムー人によってムー大陸に封印された。ナイトアーミーズという部下による攻撃や、自身の突進、巨大なローラーで攻撃してくる。一人称は「ワレ」。スーパーアーマー持ち。身長270cm、体重1500kg。
攻撃方法（全ての攻撃にブレイク性能がついている）
アーミーパレード（無）
オリガを護衛するように3機のアーミーズが陣を構えて進行してくる。将軍ヤグラの陣、串刺しの陣、攻防一体の陣の3つがあり、パターンもそれぞれに3種類ある。
クレイジー・アーミーズ（木・水・炎・電気・無）
6種類のアーミーズが次々と突進してくる。色で属性を判別できる。
ジェネラル・ダッシュ（無）
オリガ自身のタックル。最大3回連続で突進する。
ヘル・ローラー（無）
巨大なローラーで進行してくる。ローラーは破壊することが可能。
アポロン・フレイム
ラ・ムーが生み出した中で史上最強の電波生命体、「アポロン」とエランドが電波変換したもの。アポローンのような姿をしており、人間に対し不遜な態度を取るために危険だと判断され、古代ムー人の手でオリガとともにムー大陸に封印されていた。太陽を思わせる姿を持ち、太陽のような巨大な火球、炎の竜巻など高い攻撃力と広い攻撃範囲の技を用いて攻撃してくる。炎属性。身長230cm、体重100kg。
攻撃方法
プロミネンス・フレア（炎）
3本の炎が出現し、必ず1本はロックマンのマスに襲いかかってくる。
トルネード・フレア（炎）
3本の竜巻が順番に流れてくる。時間差があるがかわすのは難しい。
サン・フレア（炎）
巨大な火球を投げてくる。ブレイク性能つきな上に攻撃範囲が広い。
エランド
ムー大陸を守る兵士。剣やビームで攻撃してくる他、盾で防御も行う。また、他のムーの電波生命体と電波変換することも可能。通常のエランドの他、無属性のままパワーアップしたエランドパープル、炎属性のエランドレッド、木属性のエランドグリーン、電気属性のエランド黄色イエロー、水属性のエランドブルーの6種類がある。なお、このウイルスを倒してもバトルカードは入手できず、ゼニーのみが入手される。
攻撃方法
ムーソード（無・木・炎・水・電気）
剣で斬りつける攻撃。
ムーレーザー（無・木・炎・水・電気）
ブレイク性能つきの強力なレーザーを発射する。

### その他
ラ・ムー
本作の基本的な最終ボスである存在。地球ができた頃から存在し、「この世に電波をもたらした神」「全ての電波の親」と言われ、「無」から「有」を生み出す奇跡の御技で電波の世界を築き上げた。この恩恵に運よくあずかり、科学文明を支える支柱として利用したのが古代ムー人である。
さまざまな電波体を無尽蔵に生み出すことができ、ムー大陸を動かすエネルギーを作り出している。最初はスターキャリアーに守られており、ダメージを与えられないが、一定のダメージを与えるとスターキャリアーが破壊され、第二形態に移行する。第二形態時は左右に移動し、オーパーツが見えている時だけダメージを与えられる。マテリアライズによって各属性のエランドを召喚する他、電波の波紋や大きなバルカン、巨大な剣、ビッグサイズのドリル、「ムーのイカヅチ」と呼ばれる巨大レーザーで攻撃する。さらにスーパーアーマーとステータスガードを持っており、いつもよりヨコ2列少ない状態で戦う。モデルはムー大陸を動かしたとされるラ・ムー。
ある条件を満たした場合はラ・ムーは実質的には最終ボスでなく最終ボスの手前の中ボスとしての登場となる場合がある。
攻撃方法
電波波紋（無）
一定間隔でフィールド上に波紋を発生させる。
マテリアライズ・エランド（無・木・炎・水・電気）
エランドを召喚する攻撃。攻撃方法はウイルスと同じ。どの属性が出るかはランダム。
マテリアライズ・ビッグバルカン（無）
大きなバルカンでの弾幕攻撃。第二形態時だと発射する弾数が多くなる。
マテリアライズ・ドリル（無）
ビッグサイズのドリルを飛ばす攻撃。ブレイク性能あり。第一形態時では2発だが、第二形態では4発飛ばしてくる。
マテリアライズ・ブレード（無）
第二形態時で使用する。巨大な剣で叩き潰す攻撃。必ず2回連続で攻撃する。ブレイク性能あり。
ムーのイカヅチ（無）
第二形態時で使用する。ためこんで巨大レーザーを発射する攻撃。対インビジブル性能と風性能を備えていてなおかつ10ヒットする。
ヒコ
ドクター・オリヒメと関連性のある男性。
容姿はエンプティーの中にある男の顔とよく似ている。

## 地域名
コダマタウン
前作から引き続いて登場する、スバルたちが住んでいる町。夏休み中であり、今作では小学校・展望台へは移動できなくなっている。
ロッポンドーヒルズ
最新の技術が集結している街。映画館やタワーがある。モデルは六本木ヒルズ。
TKタワー
ロッポンドーヒルズにそびえ立つ巨大なビル。中には映画館や美術館などがある。モデルは東京タワー。
ヤエバリゾート
スキー場やホテル、グルメタウンがある人気スポット。モデルは苗場スキー場。
ドンブラー村
アメロッパにある村。マテリアルウェーブの力で大きな湖の上に浮いている。
ナンスカ
アメロッパの端の方にある小さな村。独自の文化が栄え、地上絵や遺跡などが存在する。モデルはナスカ。
スカイウェーブ
委員長の家のパラボラアンテナから行ける、雲の上にあるウェーブロード。なお、ここでは通常のデンパ君は登場せず、代わりに天使のような姿をした「スカイデンパ君」が登場する。
バミューダラビリンス
ナンスカのスカイウェーブから行ける、謎の電波世界。エンプティーによると同じような地形が続くため、人間は入ったら最後死ぬまで出られないらしい。飛行機事故がよく多発する。最深部には、ムー大陸が封印されている。
天空の大階段
バミューダラビリンスから行くことができる、大きな階段型ウェーブロード。ムー大陸に通じている。
ムー大陸
オーパーツの力により復活した、巨大な浮遊大陸。現代をはるかに上回る科学力を持っていたとされる超古代文明が存在した。エネルギー源のラ・ムーは電波の神とされている。所々ボロボロになっている。3つのエリアに分かれており、先に進むには古代文字を解読しなければならない。ボスはイエティ・ブリザードEX。
兵士の間
無数のエランドが眠っている。ボスはブラキオ・ウェーブEX。
ゆりかごの間
UMAが保存されている。ボスはコンドル・ジオグラフEX。
大神殿
電波の神「ラ･ムー」がいる神殿。この中ではセーブができない。ボスはラ・ムー。
裏世界
クリア後に登場。スバルたちが滅びの前兆を乗り越えられず、滅びてしまったもう一つの未来。アポロン・フレイムが支配しており、各地にはアポロンの部下のボスIFとオリガ・ジェネラルが管理している。裏世界にしか登場しないウイルスも数多くいる。
裏コダマタウン
滅びてしまったコダマタウン。ボスはオックス・ファイアIF。
次元の狭間1
裏コダマタウンから行ける電波区域。ボスはファントム・ブラックIFとオリガ・ジェネラル。真ん中のワープホールへ行くには、下記の場所を管理する7人の戦士を倒さなければならない。
裏ロッポーンドヒルズ
滅びてしまったロッポンドーヒルズ。管理者はハープ・ノートIF。
裏TKタワー2
滅びてしまったTKタワー。管理者はオヒュカス・クイーンIF。
裏ゲレンデ2
滅びてしまったゲレンデ。管理者はイエティ・ブリザードIF。
裏ドッシーの入り江
滅びてしまったドッシーの入り江。管理者はブラキオ・ウェーブIF。
裏ドンブラー湖2
滅びてしまったドンブラー湖。管理者はキャンサー・バブルIF。
裏ナンスカ地上絵
滅びてしまったナンスカ地上絵。管理者はジェミニ・スパークIF。
裏ナンスカ遺跡2
滅びてしまったナンスカ遺跡。管理者はコンドル・ジオグラフIF。
次元の狭間2
7人の戦士を撃破後、オリガ・ジェネラルを倒すと行ける世界。無数の扉があって、それを突破するには扉に書かれているメッセージをクリアしなければならない。ゴート・カンフーIFとエンプティーIFを倒すと、事件の黒幕のアポロン・フレイムと戦うことができる。

## 用語
トライブ
遥か昔に栄えたが、いくつもの謎とオーパーツを残して滅んでしまった古代の種族。ベルセルク、シノビ、ダイナソーの3種族が存在していたが、種族間の絆が弱まり、オーパーツの力を持て余して種族間で争った末、滅亡したと言われる。
ベルセルク
剣と共に生き、戦いに明け暮れた戦士のトライブ。モチーフはベルセルク。
シノビ
疾風の手裏剣を持ち暗躍した忍者のトライブ。モチーフは忍者。
ダイナソー
強力な炎の力を持っていた恐竜のトライブ。モチーフは恐竜。
オーパーツ
上記のトライブたちが残した遺産。オーパーツ・ベルセルク、オーパーツ・シノビ、オーパーツ・ダイナソーの3種類が存在する。ガイドのマテリアルウェーブ曰く、下記のマテリアルウェーブに近い物らしく、ウォーロックによれば強力な武器だったらしい。強力な力を秘めており、制御できないと種族たちが体を乗っ取ろうとし、誰が敵で味方かも分からなくなってしまう。
オーパーツ・ベルセルク
オーパーツの一つで、ベルセルクの遺産。大剣の形をしている。
オーパーツ・シノビ
オーパーツの一つで、シノビの遺産。手裏剣の形をしている。
オーパーツ・ダイナソー
オーパーツの一つで、ダイナソーの遺産。恐竜の頭蓋骨のような形をしている。
UMA（未確認生物）
世界各地で目撃されている未確認生物のことで、その正体はラ・ムーに生み出された電波の体を持った生物。人間と電波変換することができる。
スターキャリアー
今作に登場する新しい携帯情報端末で、前作に登場したトランサーの後継機。普通は青色だが、本編中盤にバージョンによってベルセルクなら黄色、シノビなら緑、ダイナソーなら赤色に変化する。
マテリアルウェーブ
電波を物質化するスターキャリアーの機能。車、バイク、スカイボードなどの乗り物の他、テント、スキー、掃除機などさまざまな種類があり、いずれも知性を持っていて言葉をしゃべる。以下はスバルが使用できるマテリアルウェーブ。
オーリー
スカイボードのマテリアルウェーブ。ノリがいい性格。
すいたろう
掃除機のマテリアルウェーブ。語尾に「シュ〜」がつく。
ボーゲン兄弟
スキーのマテリアルウェーブ。右が兄で左が弟。一人称は「ボク」。
まんぷくまる
大食いマシーンのマテリアルウェーブ。おりょうりまるとはライバル。一人称は「ワテ」で、語尾に「ゴワス」がつく。
シャベクリン
美術館のガイドのマテリアルウェーブ。とにかくしゃべりまくる。語尾に「わ」がつく。
ブクボン
潜水マシーンのマテリアルウェーブ。潜ろうと思えば1万メートルまで潜れるらしい。一人称は「ボク」で、語尾に「ブク」がつく。
おりょうりまる
調理マシーンのマテリアルウェーブ。まんぷくまるとはライバル。一人称は「ボク」。
フィルノーズ
映写機のマテリアルウェーブ。紳士的に話す。
古代のスターキャリアー
上記のスターキャリアーに似た携帯端末。かつてムーが栄えていた頃にムー人の携帯端末として使用されていた。ムーに関する遺跡に残されていたためにオリヒメに持ち去られた。中にはUMAが入っている。
孤高の証
エンプティーがソロに差し出したもの。受け入れれば圧倒的な力を手に入れるが、その代償としてすべてのキズナを失ってしまう。
ロックマンも使用可能であり、6つのカケラを全てスターキャリアーにセットし、カスタム画面に現れる孤高の証を選択することで、ロックマンブライに変身できる。

## アイテム
今作でも、スバルやウォーロックを強化できるアイテムが登場する。以下はアイテムの主な一覧。
HPメモリ
ロックマンの最大HPを上昇できる。上昇量には10と20の2つがある。全てのHPメモリを収集すると最大HPは1000になる。
サブカード
ロックマンに直接消費して使うカードのこと。サブカードには以下の種類がある。なお、電波世界で使用する「サーチアイ」「ステルスボディ」「サーチ系アイテム」はウェーブアウトすると効果が切れてしまう。
プチエネルギー
ロックマンのHPを50回復する、小さいエネルギー。
ビッグエネルギー
ロックマンのHPを200回復する、腹持ちのよいエネルギー。
Dエネルギー
ロックマンのHPを全て回復する、デリシャスなエネルギー。
オープンロック
紫色のミステリーウェーブを解除する。
サーチアイ
直前に遭遇した敵が出やすくなる。別のエリアへ移動すると効果は切れる。
ステルスボディ
ロックマンよりも弱い敵に遭遇しにくくなる、ステルスなボディにする。
サーチ系アイテム（ファイア、ウッド、エレキ、アクア）
サーチを強化してそれぞれ炎、木、電気、水属性の敵が出やすくなる。2つ以上同時に使用することはできない。
ウォーロックの武器
今作でも、ウォーロックのステータスを強化する武器が勢ぞろい。なお、武器の追加効果はトライブオンした状態では発揮されない。
スルドイキバ
初期装備。鋼鉄をも貫くウォーロックのキバ。
クイックリング
連射力に優れた、羽のように軽いリング。
タンガロピアス
バランスのとれた性能を持つピアス。
コブラノキバ
チャージショットでHPバグを与えることがある。
バーストグローブ
攻撃力の高い、使いやすい装備。
フラッシュアイ
チャージショットで相手を確実に盲目（ブラインド）にする。
ゼファーウィング
チャージの速度が速い、スピード重視の装備。
バブルハンド
チャージショットで相手をバブル状態にすることがある。
ミラージュアイ
チャージショットで相手を確実に混乱状態にする。
マシンガンクロー
マシンガン並みの、すさまじい連射力を持つツメ。
ゼニーサーチング
リザルトのゲットデータで必ずゼニーを獲得する。その敵がGウイルス・DXボスだった場合、何も獲得できない。
パラライザー
チャージショットで相手をマヒ状態にすることがある。
タイタングローブ
一撃の威力が高い、パワフルなグローブ。
ホワイトブレス
チャージショットで相手を凍結状態にすることがある。
コレクトバイザー
リザルトのゲットデータで必ずバトルカードを入手する。なお、その敵がエランド・IFボス・ブライSXだった場合、何も獲得できない。
ブラッディクロー
チャージショットでHPバグを与えることがある。
カイザーナックル
非常に高い攻撃力を持つ、最強レベルの装備。
マジックブレス
チャージショットで相手を凍結やバブルにすることがある。
FMブレスレット
FMプラネットに伝わる、伝説のブレスレット。チャージショットで相手をマヒ状態にすることがある。
リュウセイパワー
宇宙の力を操る、最強レベルの装備。
エグゼブラスター
伝説のヒーローの装備で、最強の連射力をもつ。チャージショットでマヒやブラインドにすることがある。

## ボスについて
ここからは、ロックマンを待ち受けるボスについて説明する。
グレード
ボスにはグレードというものが設定されており、グレードが高いほど高い攻撃力と多くのHPを持つ。通常以外のグレードは、ボスの名前のあとに表示される（例：ファントム・ブラックEX）。
通常
名前のあとに何も表示されていないグレード。初めて戦うボスがこれに設定されてある。
EX
通常よりも少々強くなったグレード。これより、ベストコンボの認定が可能になる。一部のボスには、このグレード以降から使用する攻撃もある。ラ・ムー以外に存在する。
SP
EXよりもさらに強くなったグレード。メガクラスのカードSPは、このグレードをデリートしたタイムによって攻撃力が変化する。EXと同じく、ラ・ムー以外に存在する。
IF
裏世界に登場するボスたちのグレード。強さはSPよりも強い。ブライ、オリガ・ジェネラル、アポロン・フレイム、ラ・ムー以外に存在する。
SX（ソリチュードエックス）
ブライにのみ存在するグレード。
ソリチュード（solitude）とは英語で「孤独」という意味。
xa（カオス）
ラ・ムーにのみ存在するグレード。
DX
今作最強の強さを誇るグレード。戦うためにはウェーブコマンドカードを使用しなければならない。EXと同じく、ラ・ムー以外の全てのボスに存在する。HP・攻撃力ともに破格の数値を誇る。このグレードのボスたちは体が黄金に輝いている。
本編で戦うボス
本編中で必ず戦うことになる9体のボスたちは、シナリオを進めるとEXにパワーアップして以下の場所に配置される。そして、ボスEXを倒して再度ウェーブインした後は、EXが配置されていたエリアで発生するバトルにボスSPがランダムに出現するようになる。
ファントム・ブラック
TKタワー2の電波
イエティ・ブリザード
ゲレンデ2の電波
ブライ
ムー大陸
ブラキオ・ウェーブ
ドンブラー湖2の電波
コンドル・ジオグラフ
ナンスカ遺跡2の電波
エンプティー
バミューダラビリンス
オックス・ファイア
グルメタウンの電波
ハープ・ノート
ナンスカのスカイウェーブ
オヒュカス・クイーン
映画館の電波

### 各地で戦うボス
上記のボスたちとは違い、戦わなくてもシナリオクリア可能なボスもいる。これらは人間と話しかけたあと、以下の場所に登場する。話しかけることでバトルを申し込める。これらのボスとの戦闘後はHPが全快される。
キャンサー・バブル
BIGWAVEにいる千代吉に話しかけたあと、ゲレンデ1の電波
ゴート・カンフー
ドンブラー村にいるケン太に話しかけたあと、ドッシーの入り江の電波
ジェミニ・スパーク
ナンスカ遺跡1にいるツカサに話しかけたあと、ナンスカ遺跡2の電波
ブライSX
後述の『ブライからの挑戦状』を受けたあと、ブライSXを倒し、クリアデータをセーブするとナンスカ遺跡2の電波に出現する。

### 裏世界のボス
次元の狭間にいるオリガ・ジェネラルとアポロン・フレイムは、話かけると戦うことができる。ただし、撃破するとマップ上から消えてしまうため、一旦ウェーブアウトしなければならない。この2つは、撃破していくごとにEX、SPに強化されていく。また、各ボスIFはアポロン・フレイム撃破後は復活しており、話しかけることで何度でも戦える。

## 隠し要素
称号
条件を満たしていくと、タイトル画面に称号が表示されていく。称号を全て集めると星座が完成し、コンプリートの証になる。
ラ・ムー撃破
ラ･ムーを倒し、クリアデータを保存すると表示されるマーク。
スタンダードクラスコンプリート
150種類のスタンダードクラスカードを全てライブラリに登録すると表示されるマーク。
メガクラスコンプリート
42種類のメガクラスカードを全てライブラリに登録すると表示されるマーク。
ギガクラスコンプリート
5種類のギガクラスカードを全てライブラリに登録すると表示されるマーク。
アポロン・フレイム撃破
滅びの未来で待ち受ける、アポロン・フレイムを倒すと表示されるマーク。なお、このマークのみトライブごとに種類が異なり、それぞれの種族のオーパーツを模したものになっている。
ラ・ムーxa撃破
条件を満たすとラ･ムーがxa（カオス）という形態に強化される。このマークは、文字通りラ・ムーxaを撃破し、クリアデータを保存すると表示されるようになる。
ラ・ムー進化
アポロン･フレイムを倒した後、ムー大陸に行くとラ･ムーがxaという形態に強化される。
ブライからの挑戦状
星座が完成すると、ソロからメールが届く。その後は、ルナ、キザマロ、ゴン太、ミソラのサブイベントを解決しキズナリョクを100まで上昇させる。この状態でラ・ムーxaを倒すと、エンディング後にブライSX（ソリチュードエックス）と戦うことができる。

## 購入特典
先着購入特典は「トライブアタックカード」。コマンドを入力することで序盤から必殺技を使用することが可能となる。
- 「フウマシップウジン」：ベルセルク×シノビの特典。
- 「ジェノサイドブレイザー」：ベルセルク×ダイナソー特典。

## 関連作品
- 流星のロックマン トライブ
- TRIBE 流星のロックマン 武闘外伝